# Forzamiento radiativo

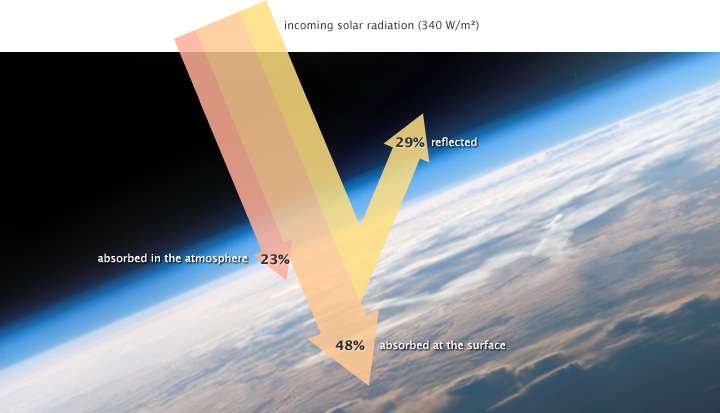
De los 340 vatios por metro cuadrado de energía solar que cae sobre la Tierra, el 29 por ciento se refleja en el espacio, principalmente en las nubes, pero también en otras superficies brillantes y en la propia atmósfera. Alrededor del 23 por ciento de la energía entrante la absorben en la atmósfera los gases atmosféricos, el polvo y otras partículas. El 48 por ciento restante se absorbe en la superficie.

El forzamiento radiativo o forzamiento climático es la diferencia entre la insolación (luz solar) absorbida por la Tierra y la energía irradiada de vuelta al espacio. Las influencias que causan cambios en el sistema climático de la Tierra que alteran el equilibrio radiativo de la Tierra, forzando a las temperaturas a subir o bajar, se denominan forzamientos climáticos. El forzamiento radiativo positivo significa que la Tierra recibe más energía de la luz solar que la que irradia al espacio. Esta ganancia neta de energía causará calentamiento. Por el contrario, el forzamiento radiativo negativo significa que la Tierra pierde más energía al espacio de la que recibe del sol, lo que produce enfriamiento.
Generalmente, el forzamiento radiativo se cuantifica en la tropopausa o en la parte superior de la atmósfera (lo que a menudo explica los rápidos ajustes de temperatura) en unidades de vatios por metro cuadrado de la superficie de la Tierra. El forzamiento positivo (energía entrante que excede la energía saliente) calienta el sistema, mientras que el forzamiento negativo (energía saliente que excede la energía entrante) lo enfría. Las causas del forzamiento radiativo incluyen cambios en la insolación y las concentraciones de gases radiativamente activos, comúnmente conocidos como gases de efecto invernadero, y aerosoles.

## Balance de radiación
La mayor parte de la energía que afecta el clima de la Tierra proviene del Sol. El planeta y su atmósfera absorben y reflejan parte de la energía; la que se absorbe tiende a producir calentamiento. Parte del calor se irradia de nuevo al espacio, y tiende a enfriar el planeta. El balance entre la energía absorbida e irradiada determina la temperatura promedio. El planeta es más caliente de lo que sería si careciera de la atmósfera.[cita requerida]
El balance de radiación se puede alterar por varios factores, entre ellos, la intensidad de la energía solar, la reflexión de las nubes o los gases, la absorción debida a los diversos gases o superficies, y la emisión de calor por los diferentes materiales. Cualquier alteración de este tipo es un «forzante radiativo», y causa que se alcance un nuevo balance. En la práctica, esto sucede continuamente, mientras que los rayos solares inciden en la superficie, se forman nubes, la concentración de varios gases de la atmósfera varía y según las estaciones se modificar la cobertura del suelo.

## Usos del IPCC

Cambio en el forzamiento radiativo entre 1750 y 2005, según las estimaciones del IPCC.

El IPCC utiliza el término «forzamiento radiativo» con el sentido específico de una perturbación externa impuesta al balance radiativo del sistema climático de la Tierra, que puede conducir a cambios en los parámetros climáticos. La definición exacta es:

«Variación, expresada en W m–2, del flujo radiativo (la descendente menos la ascendente) en la tropopausa o en la parte superior de la atmósfera, debida a una variación del causante externo del cambio climático; por ejemplo, una variación de la concentración de dióxido de carbono o de  la radiación solar. A veces los elementos impulsores internos se siguen considerando forzamientos incluso aunque se deban a su alteración en el clima, como por ejemplo, las modificaciones de los aerosoles o los gases de efecto invernadero en los paleoclimas. El forzamiento radiativo tradicional se calcula manteniendo fijas en un valor no perturbado todas las propiedades de la troposfera y dejando que las temperaturas estratosféricas, una vez perturbadas, se reajusten hasta alcanzar el equilibrio dinamicorradiativo. Cuando no contempla como variable la temperatura de la estratosfera, se denomina forzamiento radiativo instantáneo. El forzamiento radiativo tras contabilizar los ajustes rápidos se denomina forzamiento radiativo efectivo. A los efectos del presente informe, el forzamiento radiativo se define específicamente como la variación respecto de 1750 y, a menos que se indique lo contrario, denota un promedio global anual. No debe confundirse el forzamiento radiativo con el forzamiento radiativo de nube, que describe una medida no relacionada del efecto de las nubes sobre el flujo radiativo en la parte superior de la atmósfera.

En el contexto del cambio climático, el término «forzamiento» se limita a los cambios en el balance radiativo superficie-troposfera  impuestos por factores externos, sin cambios en la dinámica de la estratosfera, sin tener en cuenta el efecto de retorno proveniente de la superficie o de la troposfera (es decir, sin los efectos secundarios inducidos por los cambios de los movimientos o del estado termodinámico de la troposfera), y sin cambios dinámicos en la cantidad y distribución del agua atmosférica (vapor, líquida o sólida).[cita requerida]

## Medidas relacionadas
El forzamiento radiativo es una forma útil de comparar diferentes causas de perturbaciones en un sistema climático. Otras posibles herramientas pueden ser construidas con el mismo propósito: por ejemplo, Shine et al. dicen que "...experimentos recientes indican que para los cambios en la absorción de aerosoles y ozono, la capacidad de predicción del forzamiento radiativo es mucho peor.... proponemos una alternativa, el "forzamiento ajustado de la troposfera y la estratosfera". Se presentan cálculos de GCM que muestran que es un predictor significativamente más confiable del cambio de temperatura de la superficie de este GCM que el forzamiento radiativo. Es un candidato para complementar el forzamiento radiativo como métrica para comparar diferentes mecanismos....". En esta cita, GCM significa "modelos de circulación general", y la palabra "predictivo" no se refiere a la capacidad de los GCM para pronosticar el cambio climático. En cambio, se refiere a la capacidad de la herramienta alternativa propuesta por los autores para ayudar a explicar la respuesta del sistema.[cita requerida]
Por lo tanto, el concepto de forzamiento radiativo ha ido evolucionando desde la propuesta inicial, denominada actualmente forzamiento radiativo instantáneo (IRF), hasta otras propuestas que pretenden relacionar mejor el desequilibrio radiativo con el calentamiento global (temperatura media de la superficie global). En este sentido, el forzamiento radiativo ajustado, en sus diferentes metodologías de cálculo, estima el desequilibrio una vez que las temperaturas de la estratosfera han sido modificadas para lograr un equilibrio radiativo en la estratosfera (en el sentido de tasas de calentamiento radiativo cero). Esta nueva metodología no estima ningún ajuste o retroalimentación que pueda producirse en la troposfera (además de los ajustes de la temperatura estratosférica), para lo cual se ha introducido otra definición, denominada forzamiento radiativo efectivo. En general, el FER es la recomendación del análisis de forzamiento radiativo del CMIP6, aunque las metodologías ajustadas estratosféricamente se siguen aplicando en aquellos casos en los que los ajustes y retroalimentaciones sobre la troposfera no se consideran críticos, como en el caso de los gases de efecto invernadero y el ozono bien mezclados. Recientemente, una nueva metodología, llamada enfoque de núcleo radiativo, permite estimar la retroalimentación climática dentro de un cálculo fuera de línea basado en una aproximación lineal.

## Historia
La siguiente tabla (derivada de modelos de transferencia radiativa atmosférica) muestra los cambios en el forzamiento radiativo entre 1979 y 2013. La tabla incluye la contribución al forzamiento radiativo a partir del dióxido de carbono (CO2), metano (CH4), óxido nitroso (N2O); clorofluorocarburos (CFC) 12 y 11; y otros quince gases menores, de larga vida, halogenados. La tabla incluye la contribución al forzamiento radiativo de los gases de efecto invernadero de larga vida. No incluye otros forzamientos, como aerosoles y cambios en la actividad solar.[cita requerida]
| Años | CO2   | CH 4  | N 2O  | CFC-12 | CFC-11 | 15-menores | Total | CO2-eq ppm | AGGI 1990 = 1 | AGGI % porcentual |
| ---- | ----- | ----- | ----- | ------ | ------ | ---------- | ----- | ---------- | ------------- | ----------------- |
| 1979 | 1.027 | 0.419 | 0.104 | 0.092  | 0.039  | 0.031      | 1.712 | 383        | 0.786         |                   |
| 1980 | 1.058 | 0.426 | 0.104 | 0.097  | 0.042  | 0.034      | 1.761 | 386        | 0.808         | 2.8               |
| 1981 | 1.077 | 0.433 | 0.107 | 0.102  | 0.044  | 0.036      | 1.799 | 389        | 0.826         | 2.2               |
| 1982 | 1.089 | 0.440 | 0.111 | 0.108  | 0.046  | 0.038      | 1.831 | 391        | 0.841         | 1.8               |
| 1983 | 1.115 | 0.443 | 0.113 | 0.113  | 0.048  | 0.041      | 1.873 | 395        | 0.860         | 2.2               |
| 1984 | 1.140 | 0.446 | 0.116 | 0.118  | 0.050  | 0.044      | 1.913 | 397        | 0.878         | 2.2               |
| 1985 | 1.162 | 0.451 | 0.118 | 0.123  | 0.053  | 0.047      | 1.953 | 401        | 0.897         | 2.1               |
| 1986 | 1.184 | 0.456 | 0.122 | 0.129  | 0.056  | 0.049      | 1.996 | 404        | 0.916         | 2.2               |
| 1987 | 1.211 | 0.460 | 0.120 | 0.135  | 0.059  | 0.053      | 2.039 | 407        | 0.936         | 2.2               |
| 1988 | 1.250 | 0.464 | 0.123 | 0.143  | 0.062  | 0.057      | 2.099 | 412        | 0.964         | 3.0               |
| 1989 | 1.274 | 0.468 | 0.126 | 0.149  | 0.064  | 0.061      | 2.144 | 415        | 0.984         | 2.1               |
| 1990 | 1.293 | 0.472 | 0.129 | 0.154  | 0.065  | 0.065      | 2.178 | 418        | 1.000         | 1.6               |
| 1991 | 1.313 | 0.476 | 0.131 | 0.158  | 0.067  | 0.069      | 2.213 | 420        | 1.016         | 1.6               |
| 1992 | 1.324 | 0.480 | 0.133 | 0.162  | 0.067  | 0.072      | 2.238 | 422        | 1.027         | 1.1               |
| 1993 | 1.334 | 0.481 | 0.134 | 0.164  | 0.068  | 0.074      | 2.254 | 424        | 1.035         | 0.7               |
| 1994 | 1.356 | 0.483 | 0.134 | 0.166  | 0.068  | 0.075      | 2.282 | 426        | 1.048         | 1.3               |
| 1995 | 1.383 | 0.485 | 0.136 | 0.168  | 0.067  | 0.077      | 2.317 | 429        | 1.064         | 1.5               |
| 1996 | 1.410 | 0.486 | 0.139 | 0.169  | 0.067  | 0.078      | 2.350 | 431        | 1.079         | 1.4               |
| 1997 | 1.426 | 0.487 | 0.142 | 0.171  | 0.067  | 0.079      | 2.372 | 433        | 1.089         | 0.9               |
| 1998 | 1.465 | 0.491 | 0.145 | 0.172  | 0.067  | 0.080      | 2.419 | 437        | 1.111         | 2.0               |
| 1999 | 1.495 | 0.494 | 0.148 | 0.173  | 0.066  | 0.082      | 2.458 | 440        | 1.128         | 1.6               |
| 2000 | 1.513 | 0.494 | 0.151 | 0.173  | 0.066  | 0.083      | 2.481 | 442        | 1.139         | 0.9               |
| 2001 | 1.535 | 0.494 | 0.153 | 0.174  | 0.065  | 0.085      | 2.506 | 444        | 1.150         | 1.0               |
| 2002 | 1.564 | 0.494 | 0.156 | 0.174  | 0.065  | 0.087      | 2.539 | 447        | 1.166         | 1.3               |
| 2003 | 1.601 | 0.496 | 0.158 | 0.174  | 0.064  | 0.088      | 2.580 | 450        | 1.185         | 1.6               |
| 2004 | 1.627 | 0.496 | 0.160 | 0.174  | 0.063  | 0.090      | 2.610 | 453        | 1.198         | 1.1               |
| 2005 | 1.655 | 0.495 | 0.162 | 0.173  | 0.063  | 0.092      | 2.640 | 455        | 1.212         | 1.2               |
| 2006 | 1.685 | 0.495 | 0.165 | 0.173  | 0.062  | 0.095      | 2.675 | 458        | 1.228         | 1.3               |
| 2007 | 1.710 | 0.498 | 0.167 | 0.172  | 0.062  | 0.097      | 2.706 | 461        | 1.242         | 1.1               |
| 2008 | 1.739 | 0.500 | 0.170 | 0.171  | 0.061  | 0.100      | 2.742 | 464        | 1.259         | 1.3               |
| 2009 | 1.760 | 0.502 | 0.172 | 0.171  | 0.061  | 0.103      | 2.768 | 466        | 1.271         | 1.0               |
| 2010 | 1.791 | 0.504 | 0.174 | 0.170  | 0.060  | 0.106      | 2.805 | 470        | 1.288         | 1.3               |
| 2011 | 1.818 | 0.505 | 0.178 | 0.169  | 0.060  | 0.109      | 2.838 | 473        | 1.303         | 1.2               |
| 2012 | 1.846 | 0.507 | 0.181 | 0.168  | 0.059  | 0.111      | 2.873 | 476        | 1.319         | 1.2               |
| 2013 | 1.884 | 0.509 | 0.184 | 0.167  | 0.059  | 0.114      | 2.916 | 479        | 1.338         | 1.5               |
| 2014 | 1.909 | 0.500 | 0.187 | 0.166  | 0.058  | 0.116      | 2.936 | 481        | 1.356         | 1.6               |
| 2015 | 1.938 | 0.504 | 0.19  | 0.165  | 0.058  | 0.118      | 2.973 | 485        | 1.374         | 1.8               |
| 2016 | 1.985 | 0.507 | 0.193 | 0.164  | 0.057  | 0.121      | 3.027 | 489        | 1.399         | 2.5               |

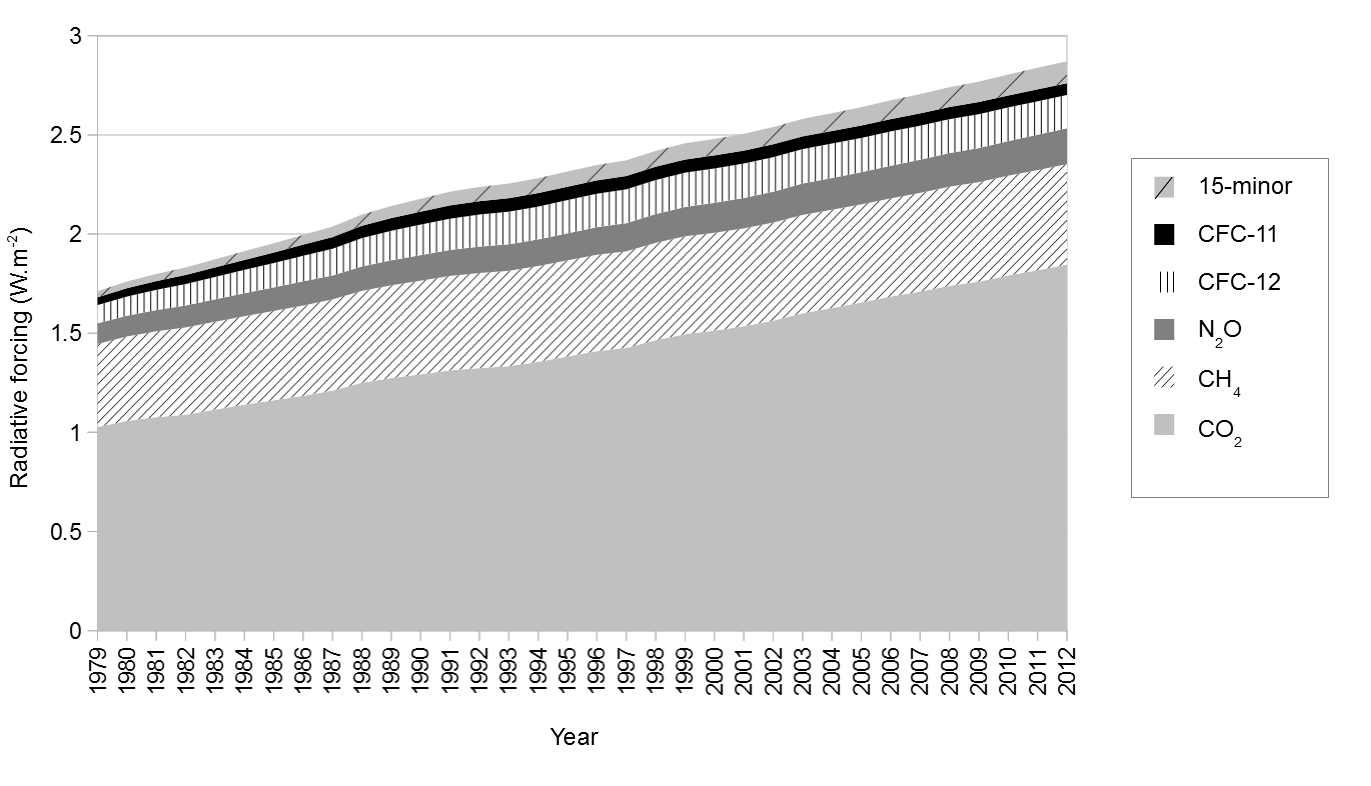
Este gráfico muestra los cambios en el forzamiento radiativo de los gases de efecto invernadero de larga vida entre 1979 y 2012.

La tabla muestra que el CO2 domina el forzamiento total, con el metano y los clorofluorocarburos (CFC) convirtiéndose con el tiempo en contribuyentes relativamente más pequeños al forzamiento total. Los cinco principales gases de efecto invernadero representan alrededor del 96% del forzamiento radiativo directo por el aumento de los gases de efecto invernadero de larga vida desde 1750. El 4% restante es aportado por los 15 gases halogenados menores.
Se puede observar que el forzamiento total para el año 2016, 3.027 W m-2, junto con el valor comúnmente aceptado del parámetro de sensibilidad climática λ, 0.8 K /(W m-2), resulta en un aumento de la temperatura global de 2.4 K, mucho mayor que el observado, alrededor de 1.2 K. Parte de esta diferencia se debe a que la temperatura global se retarda en alcanzar un estado estable con el forzamiento. El resto de la diferencia se debe al forzamiento negativo del aerosol y/o a que la sensibilidad climática es inferior al valor comúnmente aceptado, o a alguna combinación de los mismos.
La tabla también incluye un Índice Anual de Gases de Efecto Invernadero (AGGI), que se define como la relación entre el forzamiento radiativo directo total debido a gases de efecto invernadero de larga vida para cualquier año para el que existan mediciones globales adecuadas y el que estaba presente en 1990, año en el que se eligió 1990 porque es el año de referencia para el Protocolo de Kioto. Este índice es una medida de los cambios interanuales en las condiciones que afectan la emisión y absorción de dióxido de carbono, las fuentes y sumideros de metano y óxido nitroso, la disminución de la abundancia atmosférica de sustancias químicas que agotan la capa de ozono relacionadas con el Protocolo de Montreal y el aumento de sus sustitutos (CFC hidrogenados (HCFC) e hidrofluorocarburos (HFC)). La mayor parte de este aumento está relacionado con el CO2. Para 2013, la AGGI fue de 1,34 (lo que representa un aumento en el forzamiento radiativo directo total del 34% desde 1990). El aumento del forzamiento de CO2 solo desde 1990 fue de alrededor del 46 por ciento. La disminución de los CFC ha atenuado considerablemente el aumento del forzamiento radiativo neto.[cita requerida]